# Caragol autoroscant

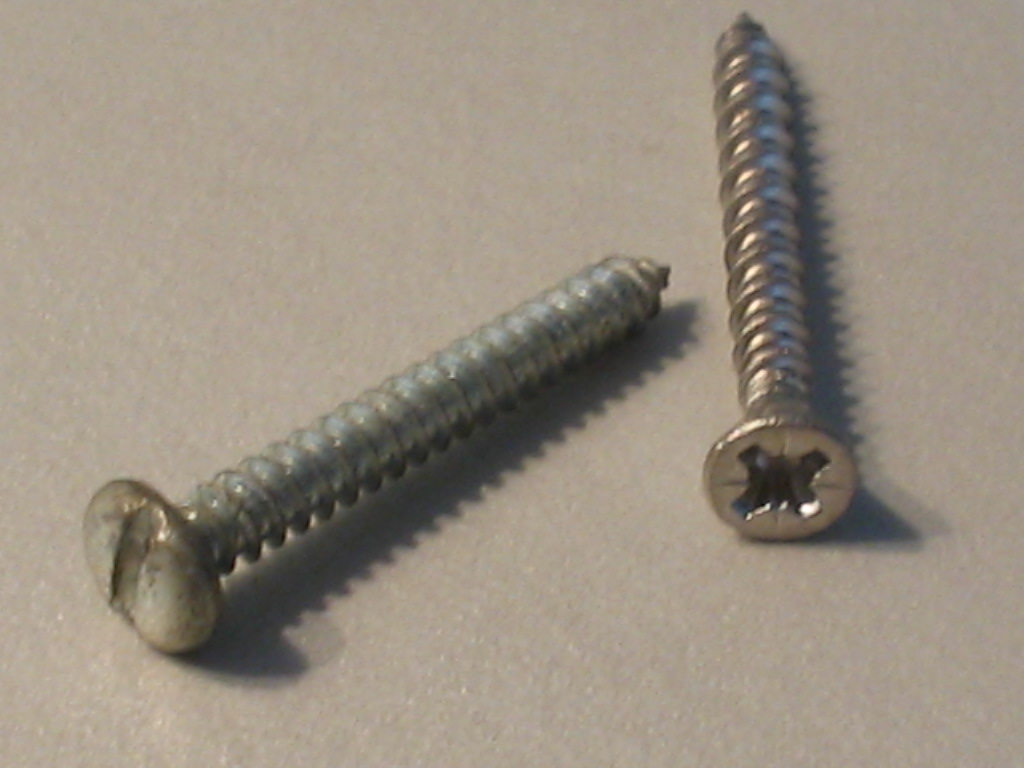
Dos caragols autoroscants de formació de rosca amb diferents caps

Un caragol autoroscant és un tipus de caragol que té la capacitat d'avançar a mesura que es fa girar i entra al material, creant al mateix temps el forat i la seva pròpia rosca. Més estretament, el terme autoroscant s'utilitza per descriure un tipus específic de caragol de tall de fil destinat a produir una rosca en materials o xapes relativament tous, excloent els caragols de fusta. Aquesta capacitat és de vegades possible gràcies a un buit en la continuïtat de la rosca del caragol.
Els caragols autoroscants s'utilitzen en una varietat d'aplicacions que van del bricolatge fins a la cirurgia. Un implant dental és un exemple de caragol autoroscant usat en cirurgia. N'hi ha de caragol gros i de filet afilat, amb la cabota cairada o poligonal, dits tirafons utilitzats per al muntatge de peces pesades, com ara la fixació a la fusta (travessers) de peces de metall, com travesses de ferrovia, anelles, frontisses, etc.
Hi ha alguns tipus específics de caragols autoroscants com els caragols auto-perforants i els caragols de laminació de rosca

## Mecanisme

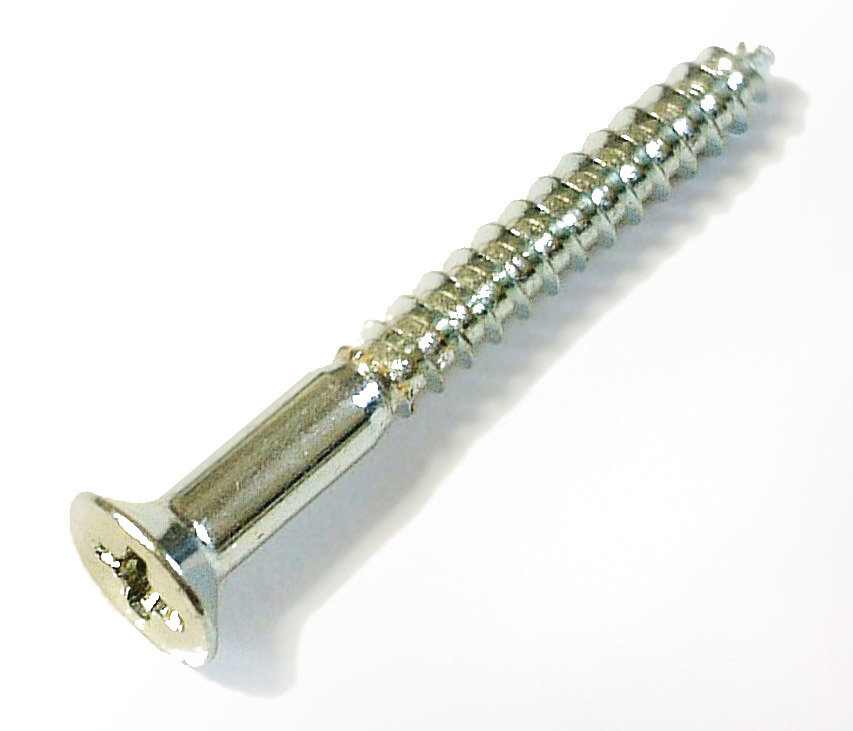
Caragol autoroscant

Les vores del caragol tallen una rosca a mesura que el caragol va entrant dins el material. La punta tallant perfora el material, deixant un forat pel qual passa el caragol.
Els caragols autoroscants tenen una àmplia gamma de patrons de rosca i punta i estan disponibles amb gairebé qualsevol disseny de cap de caragol possible. Les característiques més habituals són el fil de la rosca que cobreix tota la llargada del caragol de la punta fins al cap i que és prou dur per al substrat previst, sovint endurit per cementació.
Per a substrats durs com el metall o els plàstics durs, la capacitat d'autoroscat es crea sovint tallant un buit en la continuïtat del fil de rosca del caragol, generant una aresta de tall similar a l'aresta d'una filera. Per tant, mentre un caragol normal no pot fer la seva pròpia rosca en un suport metàl·lic, un caragol autoroscant sí que pot fer una rosca automàticament (dins de límits raonables de duresa i profunditat del substrat).
Per a substrats més suaus, com ara la fusta o els plàstics tous, la capacitat d'autoroscat es pot aconseguir simplement amb una punta punxaguda com la punta d'un clau o d'una barrina (sense aresta de tall), aquesta punta forma el forat per desplaçament del material circumdant en lloc de l'acció de perforació/ tall/evacuació que faria encenall.
No tots els cargols autoroscants tenen una punta afilada. La punta del tipus B és gruixuda i està pensada per utilitzar-se amb un forat pilot ja fet, normalment en materials de xapa. La manca d'una punta afilada és útil per a l'embalatge i la manipulació i, en algunes aplicacions, pot ser útil per reduir el que sobresurt pel darrere d'un panell o per tenir més rosca disponible en un cargol de longitud determinada.

## Formació de rosca vs. roscatge

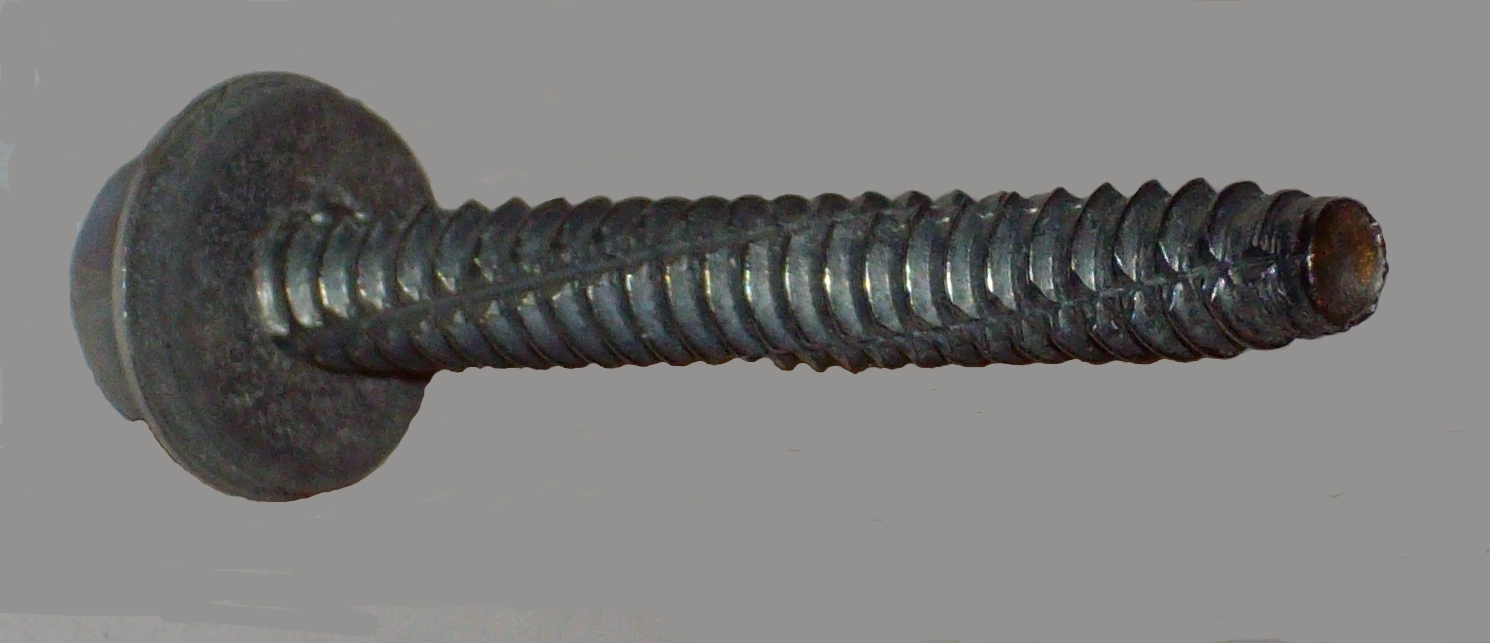
Cargol autoroscant amb aresta de tall helicoidal i punta gruixuda tipus B

Els cargols autoroscants es poden dividir en dues classes; els que desplacen el material (especialment plàstic i làmines de metall primes) sense treure'l i es denominen cargols autoroscants de formació de rosca; els autotapeus amb superfícies de tall afilades que eliminen el material a mesura que s'insereixen s'anomenen cargols autoroscants de tall de rosca.
Els cargols de formació de rosca poden tenir una vista en planta no circular, com ara la forma de cinc radis del pentalobular o la forma de tres radis per als cargols de Taptite. 
Els cargols de tall de rosca poden tenir una o més arestes de tall mecanitzades en els seus fils, facilitant el tall de la rosca. 

## Caragol auto-perforant

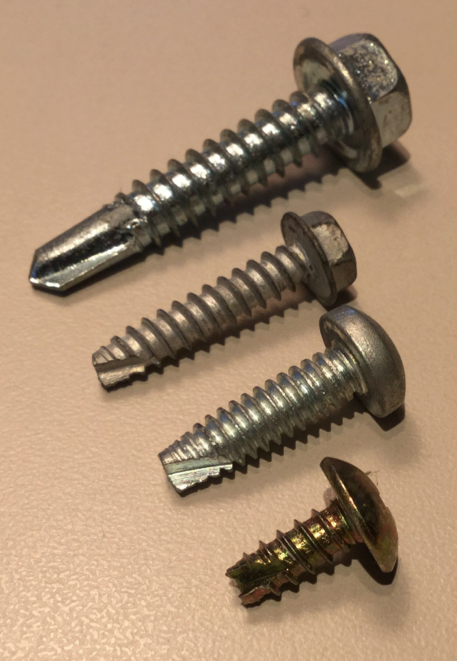
Cargols autoperforants mostrant punta de broca de tall

Alguns cargols autoroscants també són capaços de perforar automàticament, el que significa que, a part de l'aresta de tall semblant a la dels models anteriors, al seu extrem hi ha una punta estriada que s'assembla molt a la punta d'una broca. Aquests cargols combinen acció de perforació i l'acció de roscat en un únic (en lloc de perforació i roscat separades); per tant, són molt eficients en la instal·lació de fixacions en diverses aplicacions sobre substrat dur, des de línies de muntatge, fins a la instal·lació de cobertes de cases. Marques com Tek tenen un cargol autoperforant amb una arandela de segellat per unir ràpidament, per exemple, les làmines de guix d'un fals sostre.

## Auto-perforant amb aletes
Els cargols auto-perforants amb aletes fines, més amples que la rosca formada just darrere del cap perforador automàtic, tallen un forat de separació en materials tous (com la fusta o el plàstic), però són destruïdes per materials més robusts (com el metall).

## Aplicacions
Els cargols autoroscants s'utilitzen en diverses aplicacions que van des de la fusteria i bricolatge fins a la cirurgia.

### Quirúrgic
Els implants dentals i els cargols ortopèdics per a ossos són exemples de cargols autoroscants utilitzats en cirurgia. S'utilitzen diferents perfils de rosca per a l'os cortical més dens o per a l'os esponjós.

## Caragol de xapa

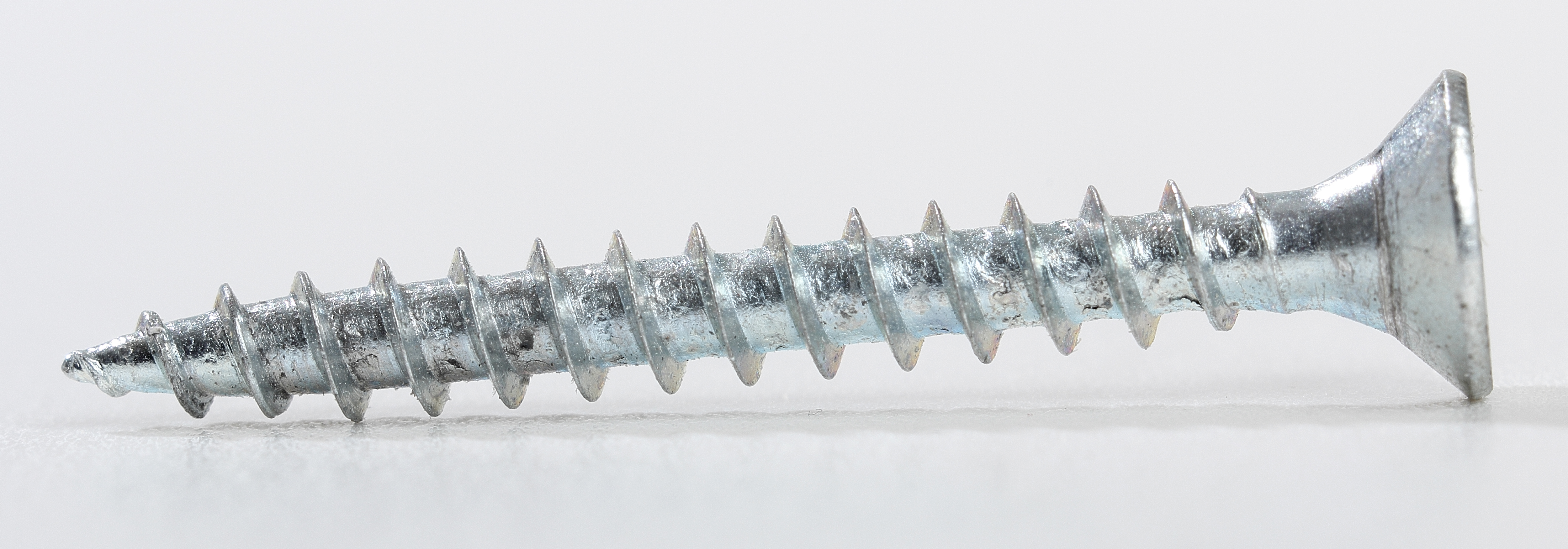
Cargol autoroscant de xapa

Els cargols de xapa (de vegades anomenats "tornapuntes de xapa" o cargols PK de la marca Parker Kalon, que van ser els pioners en la seva fabricació (tot i que no van inventar, d'aquests cargols) són un tipus de cargol autoroscant, que creaan una rosca a la xapa de metall d'un pas molt fi. Els cargols autoroscants PK són habituals en els equips elèctrics, mentre que els cargols autoroscants de cap pla o cap avellanat són més habituals en aplicacions d'aviació.